# Валрам фон Юлих
Валрам фон Юлих (на немски: Walram von Jülich; * ок. 1304; † 14 август 1349, Париж) от Дом Юлих, е от 1332 до 1349 г. архиепископ на Кьолн.

## Живот
Той е третият син на граф Герхард V фон Юлих и втората му съпруга Елизабет фон Брабант-Арсхот, дъщеря на граф Готфрид от Арсхот. Най-големият му брат Вилхелм V (I) е граф от 1328 г. Сестра му Рихардис († 1360) се омъжва за Ото IV, херцог на Долна Бавария. 
От 1316 до 1330 г. Валрам следва в Орлеан и в Париж. От 1327 г. е духовник в Кьолн и в Маастрихт. Брат му граф Вилхелм влага големи суми за неговия избор. Валрам става така на 27 януари 1332 г., също с помощта на папа Йоан XXII, архиепископ на Кьолн. На 26 ноември 1346 г. в Бон Валрам коронясва като крал на римляните Карл IV.
През 1347 г. той се оттегля от управлението. Воденето на финансите предоставя на рицар Райнхард фон Шьонау. През 1349 г. тръгва с малка свита за Франция и умира на 14 август 1349 г. в Париж. Погребан е в катедралата на Кьолн.